# لمف محيطي
الِّليمْفِ المُحيطِيّ أوْالِّلمْفِ المُحيطِيّ (بالإنجليزية: Perilymph) هو سائل خارج خلوي يقع داخل الأذن الداخلية. يتواجد هذا السائل، بالتحديد، داخل السِّقالَةُ الطَّبْلِيَّة والسقالة الدهليزية في القوقعة. التركيب الأيوني للمْفِ المُحيطِيّ مشابه لتكوين البلازما والسائل الدماغيّ الشوكيّ. الكاتيون الرئيسي في اللمف المحيطي هو الصوديوم، حيث يكون تركيز الصوديوم والبوتاسيوم فيه 138 ملم و 6.9 ملم على التوالي.

## البنية
الأذن الداخلية لها قسمان رئيسيان، القوقعة والعضو الدهليزي. يرتبط هذان القسمان في سلسلة من القنوات في العظم الصدغي المشار إليها باسم التيه العظمي. يتم فصل قنوات العظام عن طريق الأغشية في مسافات متوازية يشار إليها باسم التيه الغشائي. يحتوي الغشاء على اثنين من السوائل تسمى بالليمف المحيطي والليمف الداخلي. يتواجد الليمف المحيطي في التيه العظمي كصلة مع السائل الدماغي الشوكي للسحايا عن طريق القناة اللمفية المحيطية(قناة اللمف المحيطي المحيطة بالملف).
الليمف المحيطي والليمف الداخلي لهما تركيبة أيونية فريدة تناسب وظائفهما في تنظيم النبضات الكهروكيميائية للخلايا الشعيرية اللازمة للسمع.الجهد الكهربائي لليمف الداخلي هو~ 80-90 مللي فولت أكثر إيجابية من الليمف المحيطي بسبب زيادة تركيز كاتيونات البوتاسيوم (K +) في اللمف الداخلي والصوديوم العالي (Na +) في الليمف المحيطي. يُشار إلى هذا على أنه جهد القوقعة الداخلية.
الليمف المحيطي هو السائل الموجود داخل التيه العظمي، والذي يحيط ويقوم بحماية التيه الغشائي. يشبه الليمف المحيطي السائل الخارج الخلوي في تكوينه (أملاح الصوديوم هي المنحل بالكهرباء الموجب السائد)، ومن خلال قناة القوقعة (يشار إليها أحيانًا باسم "القناة اللمفية المحيطية")، تكون متواصلة مع السائل الدماغي الشوكي.
الليمف الداخلي هو السائل الموجود في وسط سكالا في المتاهة الغشائية في الأذن الداخلية؛ يشبه الليمف الداخلي السائل داخل الخلايا (البوتاسيوم هو الكاتيون الرئيسي).
جزء من الأهمية في احتمالية القوقعة الكهربائية، يحتوي البيليمف أيضًا على عدد كبير من البروتينات، مثل الإنزيمات خارج الخلية والغلوبيولين المناعي. هذه البروتينات مهمة لعملية التمثيل الغذائي، والاستجابة المناعية والتمثيل الغذائي من بين وظائف فسيولوجية أخرى.

## أهمية سريرية
يُعتقد أن الليمف المحيطي و الليمف الداخلي يشاركان في تدفق أحادي الاتجاه ينقطع في مرض مينيير.

## روابط خارجية
- [http://oto.wustl.edu/cochlea/intro3.htm%5Bوصلة+مكسورة%5D http://oto.wustl.edu/cochlea/intro3.htm٪5B٪5D] نسخة محفوظة 1 أبريل 1997 على موقع واي باك مشين.